# Fehéröves szénalepke
A fehéröves szénalepke (Coenonympha arcania)  a rovarok (Insecta) osztályának a lepkék (Lepidoptera) rendjéhez, ezen belül a tarkalepkefélék (Nymphalidae) családjához tartozó faj.

## Elterjedése
Közép-Európa területén honos.

## Megjelenése
A fehéröves szénalepke elülső szárnya 1,7–2,2 centiméter hosszú, fonákja narancssárga, a csúcs közelében egyetlen apró szemfolt található rajta. A hátulsó szárny fonákján feltűnő, szabálytalanul csipkézett világos sáv húzódik, a szegély közelében több szemfolt van, néha egy a felső szegély közelében is.

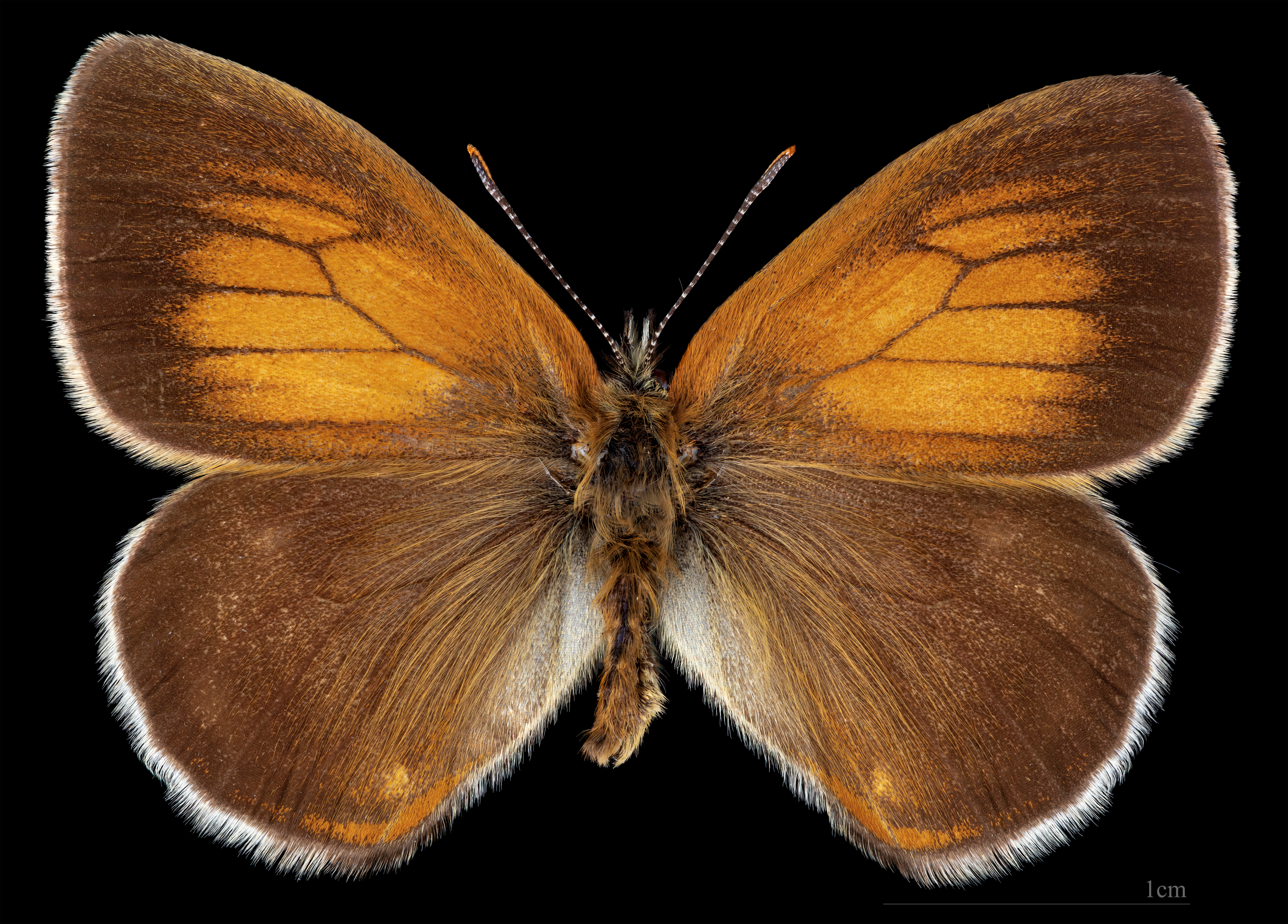
Coenonympha arcania ♂
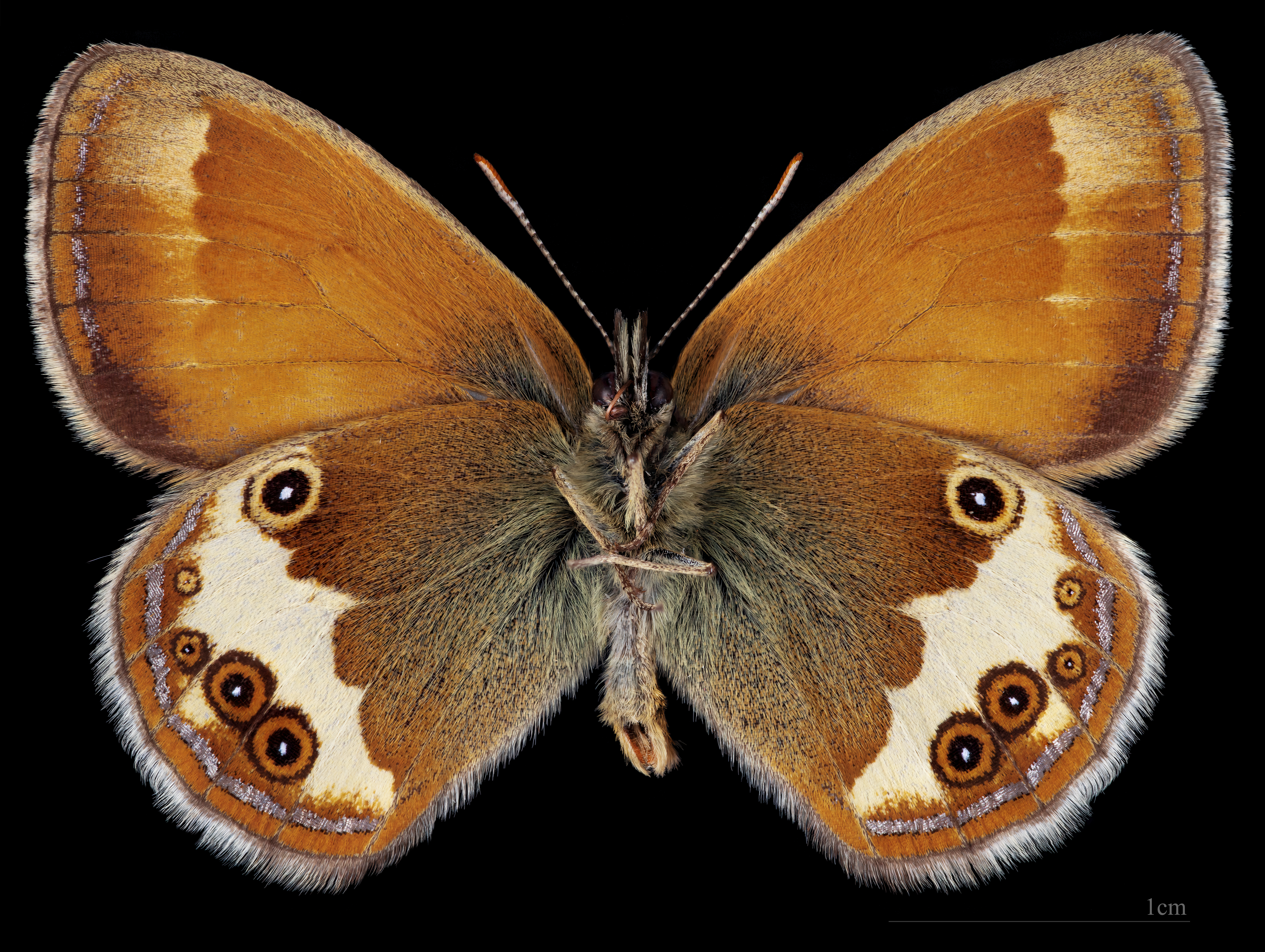
Coenonympha arcania ♂  △
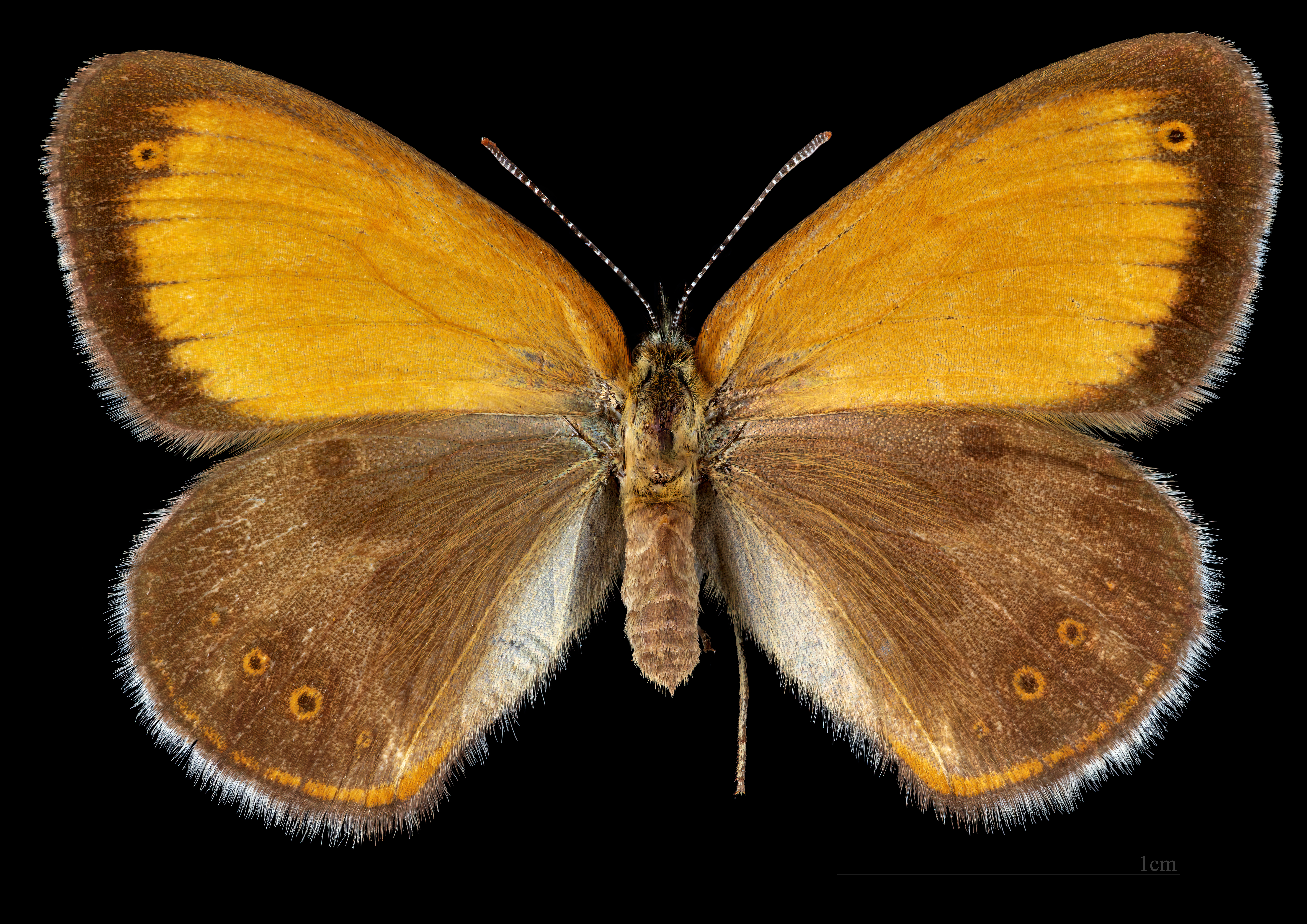
Coenonympha arcania ♀
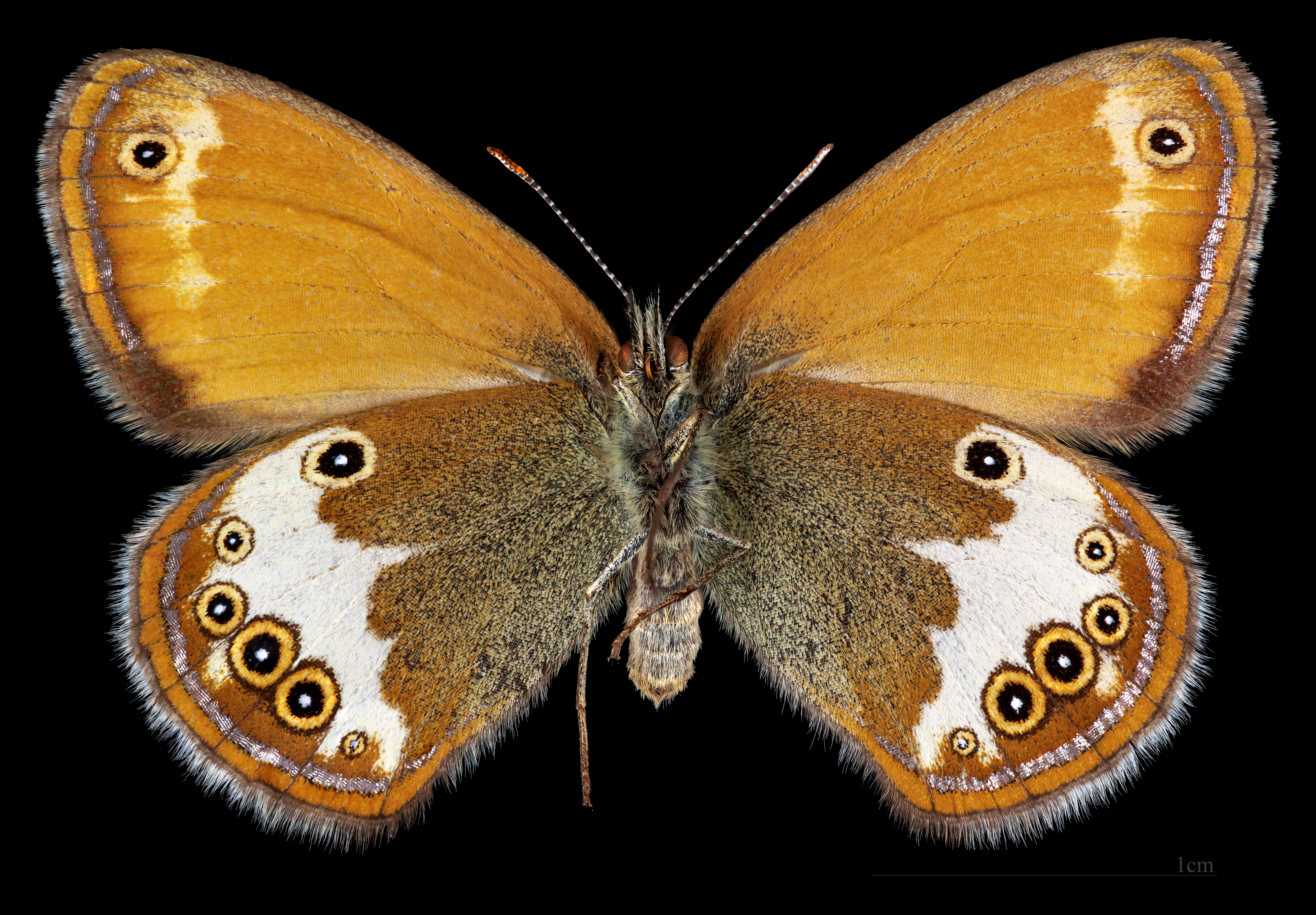
Coenonympha arcania ♀  △